# Vernon Lee
Vernon Lee, pseudonimo di Violet Paget (Boulogne-sur-Mer, 14 ottobre 1856 – Firenze, 13 febbraio 1935), è stata una scrittrice inglese.

## Biografia

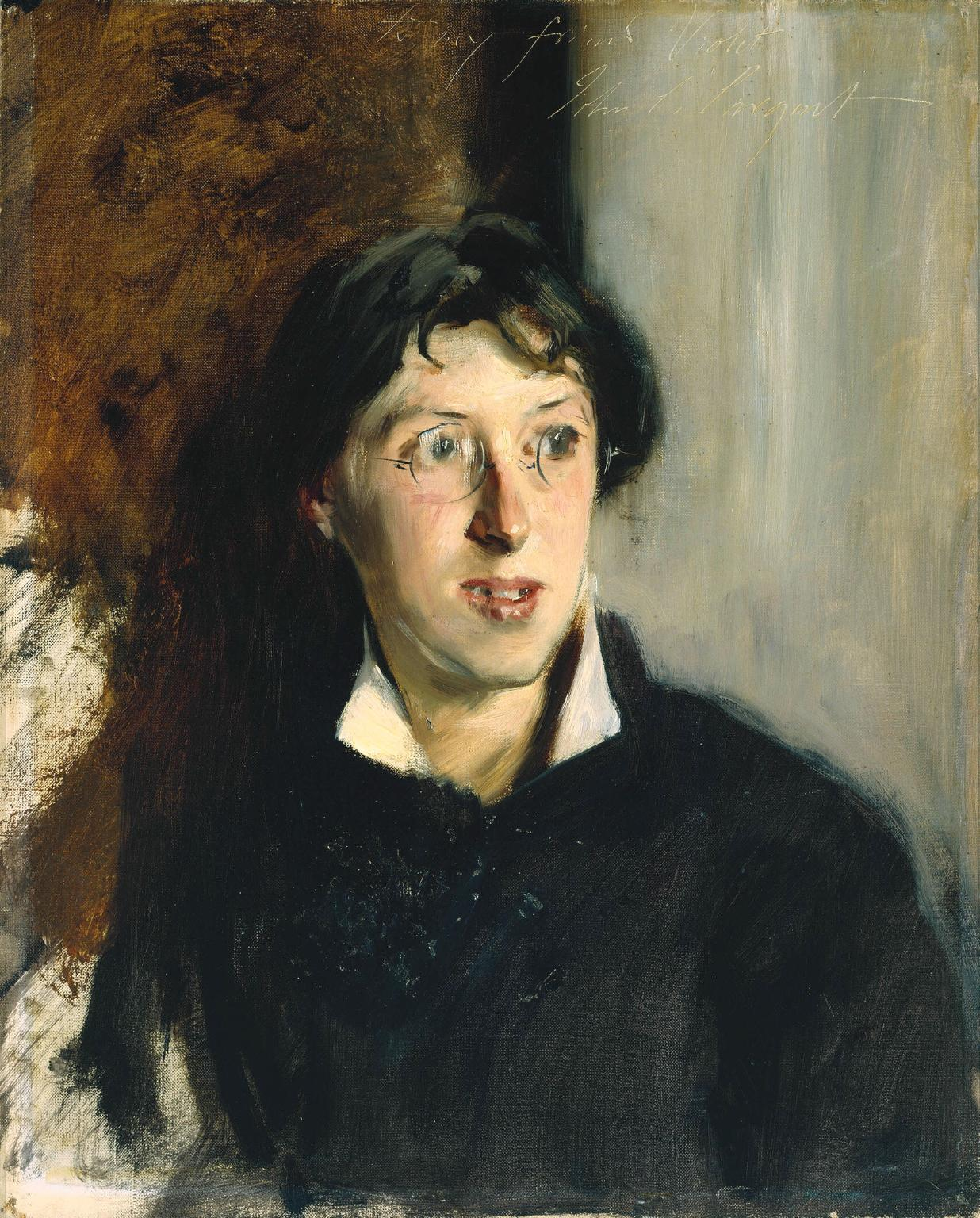
Vernon Lee ritratta da John Singer Sargent (dipinto conservato alla Tate Britain)

Nata in Francia da genitori inglesi, ha tuttavia passato la maggior parte della sua esistenza in Italia e ha scritto principalmente in lingua inglese.
A Firenze risiedeva a Villa Il Palmerino, dove era solita incontrare altre personalità letterarie con cui aveva rapporti di amicizia, ma anche improvvise rotture, come con Henry James o con Bernard Berenson. A Mario Praz la Lee commissionò la rubrica intitolata "Letters from Italy", da tenere sul periodico inglese The London Mercury.
Ha scritto romanzi, racconti fantastici, spesso con elementi soprannaturali, e saggi sull'arte e l'estetica.
Alla sua morte, avvenuta nel 1935, l'amica Irene Cooper Willis - che era anche esecutrice testamentaria della scrittrice - donò al British Institute di Firenze una collezione di oltre 400 volumi.

## Opere
- Studies of the Eighteenth Century in Italy (1880)
- Ottilie: An Eighteenth Century Idyl (1883)
- The Prince of the Hundred Soups: A Puppet Show in Narrative (1883)
- Belcaro, Being Essays on Sundry Aesthetical Questions (1883)
- The Countess of Albany (1884)
- Miss Brown (1884) - romanzo
- Euphorion: Being Studies of the Antique and the Mediaeval in the Renaissance (1884)
- Baldwin: Being Dialogues on Views and Aspirations (1886)
- A Phantom Lover: A Fantastic Story (1886)
- Juvenilia, Being a second series of essays on sundry aesthetical questions (1887)
- Hauntings. Fantastic Stories (1890)
- Vanitas: Polite Stories (1892)
- Althea: Dialogues on Aspirations & Duties (1894)
- Renaissance Fancies And Studies Being A Sequel To Euphorion (1895)
- Art and Life (1896)
- Limbo and Other Essays (1897)
- Genius Loci (1899)
- The Child In The Vatican (1900)
- In Umbria: A Study of Artistic Personality (1901)
- Chapelmaster Kreisler A Study of Musical Romanticists (1901)
- Penelope Brandling: A Tale of the Welsh Coast in the Eighteenth Century (1903)
- The Legend of Madame Krasinska (1903)
- Ariadne in Mantua: a Romance in Five Acts (1903)
- Hortus Vitae: Essays on the Gardening of life (1904)
- Pope Jacynth - And Other Fantastic Tales (1904)
- The Enchanted Woods (1905) - raccolta di saggi
- The Handling of Words and Other Studies in Literary Psychology (1906)
- Sister Benvenuta and the Christ Child, an eighteenth-century legend (1906)
- The Spirit of Rome (1906)
- Ravenna and Her Ghosts (1907)
- The Sentimental Traveller . Notes on Places (1908)
- Gospels of Anarchy & Other Contemporary Studies (1908)
- Laurus Nobili: Chapters on Art and Life (1909)
- In Praise of Old Gardens (1912) - coautrice
- Vital Lies: Studies of Some Varieties of Recent Obscurantism (1912)
- The Beautiful. An Introduction to Psychological Aesthetics (1913)
- The Tower of the Mirrors and Other Essays on the Spirit of Places (1914)
- Louis Norbert. A Twofold Romance (1914) - romanzo
- The Ballet of the Nations. A Present-Day Morality (1915)
- Satan the Waster: A Philosophic War Trilogy (1920)
- Proteus or The Future Of Intelligence (1925)
- The Golden Keys (1925) - raccolta di saggi
- The Poet's Eye (Hogarth Press, 1926)
- For Maurice. Five Unlikely Stories (1927)
- Music and its Lovers (1932)
- Snake Lady and Other Stories (1954)
- Supernatural Tales (1955)
- The Virgin of the Seven Daggers - And Other Chilling Tales of Mystery and Imagination (1962)

## Traduzioni italiane

### Studies of the Eighteenth Century in Italy(1880)
- Il Settecento in Italia: letteratura, teatro, musica, Milano, Fratelli Dumolard, 1881.
- Il Settecento in Italia. Accademie - Musica Teatro, trad. di Margherita Farina-Cini, Napoli, R. Ricciardi, 1932.
- La vita musicale nell'Italia del Settecento, trad. di Margherita Farina-Cini, introduzione di Armando Torno, Firenze, Passigli, 1994.

### Racconti
- Possessioni: tre storie improbabili, trad. di Attilio Brilli, Palermo, Sellerio, 1982.
- L'amante fantasma ed altri racconti, trad. di Attilio Brilli, Firenze, Passigli, 1984.
- Ombre italiane: racconti, trad. di Arnaldo Ederle, Parma, Guanda, 1988.
- L' amante fantasma, trad. di Piera Sestini, Roma, Viviani, 1997.
- L' avventura di Winthrop. La leggenda di madame Krasinska. Il cassone nuziale, trad. di Sandro Melani, Bologna, Re Enzo, 2000.
- Dionea e altre storie fantastiche, trad. di Simonetta Neri, Palermo, Sellerio, 2001.
- L'avventura di Winthrop, trad. di Simonetta Neri, Palermo, Sellerio, 2003.
- Ravenna e i suoi fantasmi: un racconto dimenticato di Vernon Lee e note sull'immagine e l'immaginario di una città, a cura di Eraldo Baldini e Sara Trevisan, Ravenna, Longo, 2005.
- Presenze, trad. di Nicola Ferloni, Milano, Vallardi, 2023.
- Spettri, trad. di Nicola Ferloni, Milano, Vallardi, 2024.

### Saggi e memorie
- Il parassitismo della donna, trad. di Carolina Pironti, Città di Castello, S. Lapi, 1912.
- Genius Loci: lo spirito del luogo, trad. di Simonetta Neri, Palermo, Sellerio, 2007.
- Lo spirito di Roma: fogli di un diario 1895-1905, trad. di Simonetta Neri, Roma, Banca popolare dell'Etruria e del Lazio, 2010.
- Antichi giardini italiani, trad. di  Marco Tornar, Chieti, Tabula fati, 2013.
- Satana Dilapidatore (Satan, the Waster), trad. di  Alberto Palazzi, il glifo ebooks, 2020.

### Ariadne in Mantua(1903)
- Arianna a Mantova, a cura di Rita Severi, Verona, Cierre, 1996.
- Arianna a Mantova, a cura di Enrico Groppali, Palermo, Sellerio, 1996.